# Ratufa
Genre
Le genre Ratufa regroupe plusieurs espèces d'écureuils originaires d'Asie. Elles sont nommées écureuils géants ou ratufe.

## Dénominations et systématique

### Histoire du taxon
Ce genre fut nommé en 1867 par John Edward Gray dans le journal The Annals and Magazine of Natural History. Il a pour synonymes Eosciurus Trouessart, 1880 et Rukaia Gray, 1867.

### Liste d’espèces
Selon ITIS (10 avr. 2012) :
- Ratufa affinis (Raffles, 1821) -  ratufe dorée, écureuil géant commun, écureuil de Raffles
- Ratufa bicolor (Sparrman, 1778) - écureuil géant oriental
- Ratufa indica (Erxleben, 1777) - écureuil géant de l'Inde
- Ratufa macroura (Pennant, 1769) - écureuil géant de Ceylan